# Bernd Fasching
Bernd Fasching (Vienna, 18 luglio 1955 – 11 ottobre 2021) è stato un pittore e scultore austriaco, conosciutissimo a livello internazionale.
Viveva e lavorava a Vienna.

## Carriera
Nel 2000 e per la prima volta, il duomo di Santo Stefano di Vienna apre i battenti per ospitare la mostra di un artista contemporaneo, per presentare ad un vasto pubblico il progetto Westwerk (Opera d'Occidente). Fasching incide così, a caratteri cubitali, il suo nome nel Libro Maestro della Storia dell'Arte. Le sue sculture, la sua pittura e le sue formazioni creano un tutt'uno con l'architettura del Duomo, facendo sorgere una controversia rispetto a continuità e tradizioni, e a quelle rotture inerenti e necessarie al corso della storia.
Un elemento centrale e ricorrente nell'opera di Fasching, è la creazione coram publico. Per ben sette volte, fra il 1987 e il 2006 e con il titolo 12 Tage 12 Nächte (12 giorni 12 notti), Fasching vive e lavora per appunto questo lasso di tempo all'interno di 7 gallerie d'arte sparse per tutto il globo, creando arte, osservabile e osservato da tutti e sempre ben disposto ad un confronto diretto con il pubblico. Durante questo periodo non lascia mai il suo posto di lavoro, e si rifà in questo modo alle dodici fatiche di Eracle. Rievocando direttamente le mitiche imprese, Fasching crea nel corso di ogni singolo progetto dodici quadri, le cui tematiche rimandano ai colloqui svolti con gli spettatori di questi atti di produzione artistica. Tutte le notizie riguardanti il mito millenario in questione, furono inoltre messe a confronto alle informazioni raccolte nel corso delle 24 ore. Per ognuna delle sette tappe del progetto Vienna (1987), Amsterdam (1990), Colonia (1991), Zurigo (1992), Gerusalemme (1994), New York (1997) e alla fine di nuovo Vienna (2006), è stata composta una colonna sonora propria, riprodotta nelle rispettive gallerie per ben 288 ore.
Anche la scultura calpestabile, Der Hammer des Thors (Il Martello di Thor), esposta nella sezione d'entrata del Museum für Angewandte Kunst (MAK – Museo d'Arte Applicata) di Vienna, nasce nel 1990 alla presenza dei visitatori del museo che poterono in questo modo seguire l'avanzamento di una creazione. Un'ulteriore scultura calpestabile è stata creata da Fasching nel 1996-1997, nella Repubblica Dominicana. Terra Nova prende come spunto l'approdo di Cristoforo Colombo sull'isola e induce a riflettere sulla travagliata storia del continente americano, sempre movimentata e spesso orrenda.
Partendo da queste opere, Fasching ha creato uno strumentario ricco di tools, in cui ha immortalato gli utensili necessari per eseguire una scultura, integrandoli nella scultura stessa. Una scultura di bronzo, dalla forma di vanga, che fa parte di questa serie, è poi stata trasformata da Fasching per diventare il Diva Award, un premio austriaco per progetti immobiliari che fanno scalpore, conferito tutti gli anni sin dal 2002. Lo stesso Fasching fa parte della giuria.

## Opere/Configurazioni di prova nel campo dell'arte
- Formazione Westwerk (Opere d'Occidente) nel Duomo di Santo Stefano di Vienna (2000)[2]
- 12 giorni 12 notti – Vienna (1987)
- 12 giorni 12 notti – Amsterdam (1990)
- 12 giorni 12 notti – Colonia (1991)
- 12 giorni 12 notti – Zurigo (1992)
- 12 giorni 12 notti – Gerusalemme (1994)[3]
- 12 giorni 12 notti – New York (1997)[4]
- 12 giorni 12 notti – Vienna (2006)[5]
- Der Hammer des Thors (Il Martello di Thor) – MAK, Vienna (1990)[6]
- Kopf-Bahnhöfe (Le Stazioni Ferroviarie di Testa) – Vienna (1993)
- Die Energie-Frage (La Questione dell'Energia) – Stoccarda (1994)
- Terra Nova. Una Formación Americana – Casa de Campo, Repubblica Dominicana (1996/97)[7]
- The Vienna Pillows (I Cuscini di Vienna)
- Heads (Capi)
- Women/Men Series (Donne/Uomini Serie)
- Tools (Utensili)
- Herz Hirten (Cuori Pastori)
- Gaza Power Station – Gaza City (Realizzazione rimandata a tempo indeterminato a causa della Seconda Intifada)
- Vienna Mirror (Lo Specchio di Vienna)– il cuore forte e vulnerabile della democrazia – trasformazione del monumento di Lueger, situato sulla strada Ringstraße di Vienna – fase 1 (2003), fase 2 in preparazione[8]
- Band Eins/Volume One (Volume Primo). Configurazioni di prova nel campo dell'arte. 9 esempi (tascabile, edizione Mailoi, Vienna 1996)[9]